# Hof van Savoye

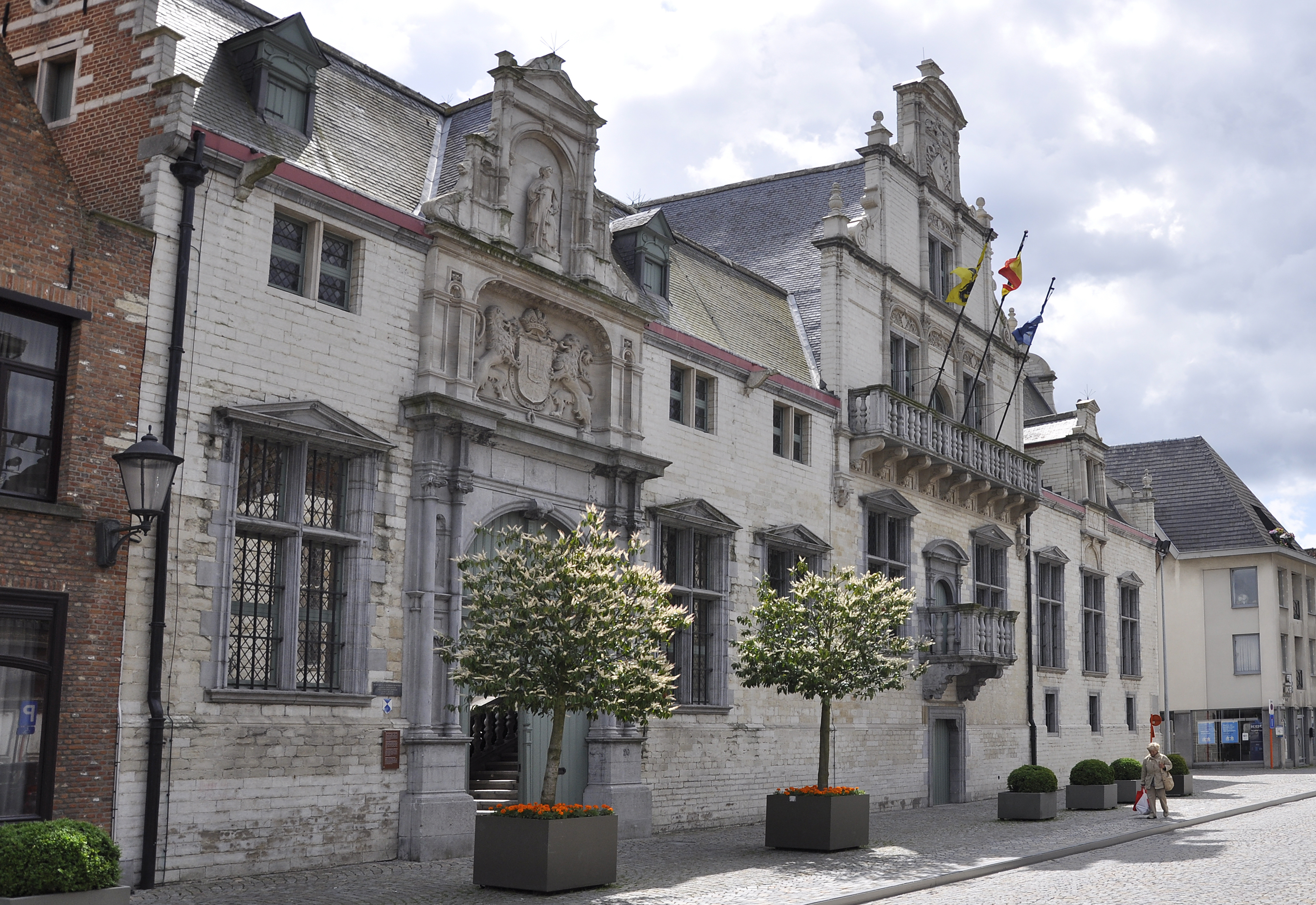
Het Hof van Savoye te Mechelen

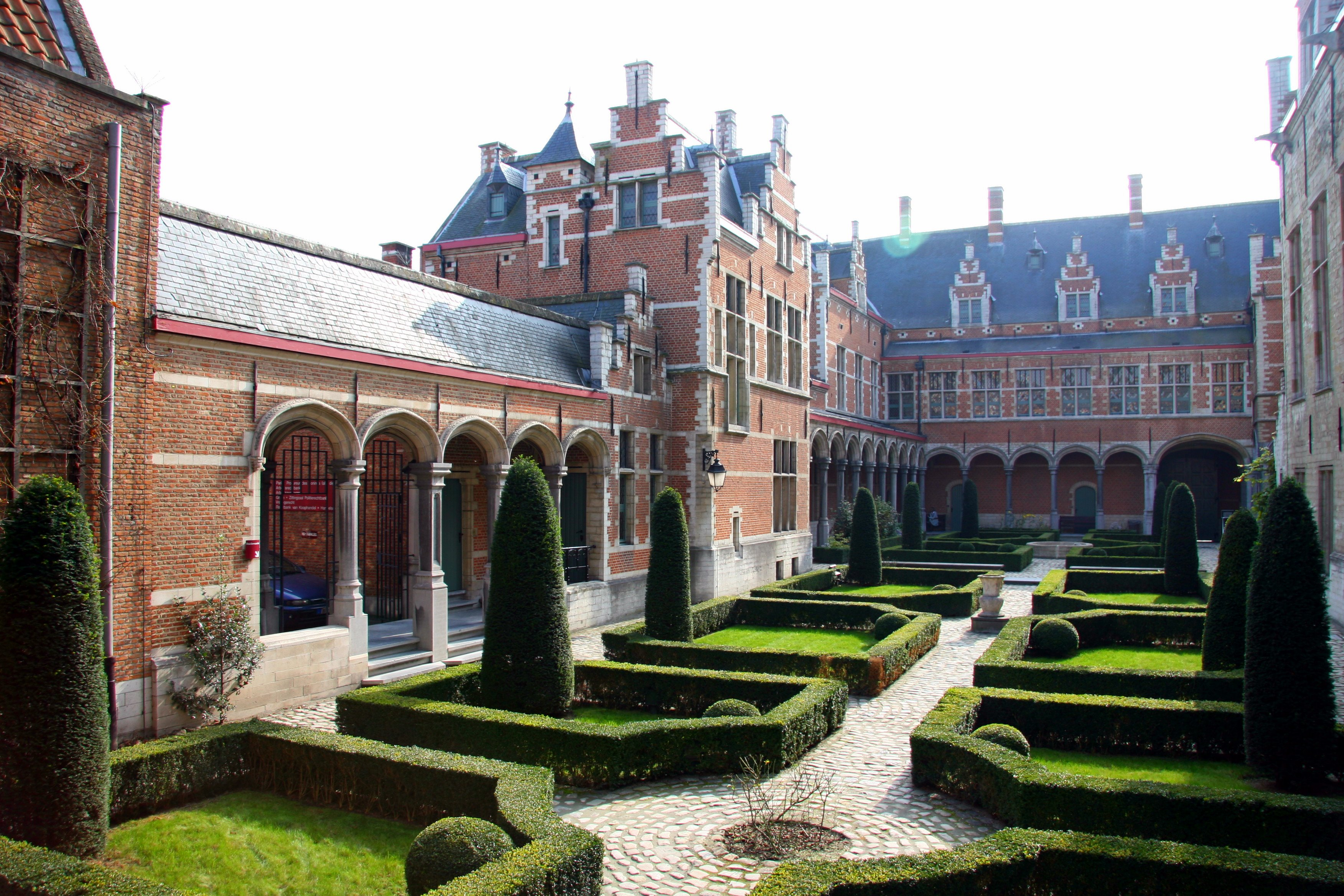
Tuin van het Hof van Savoye

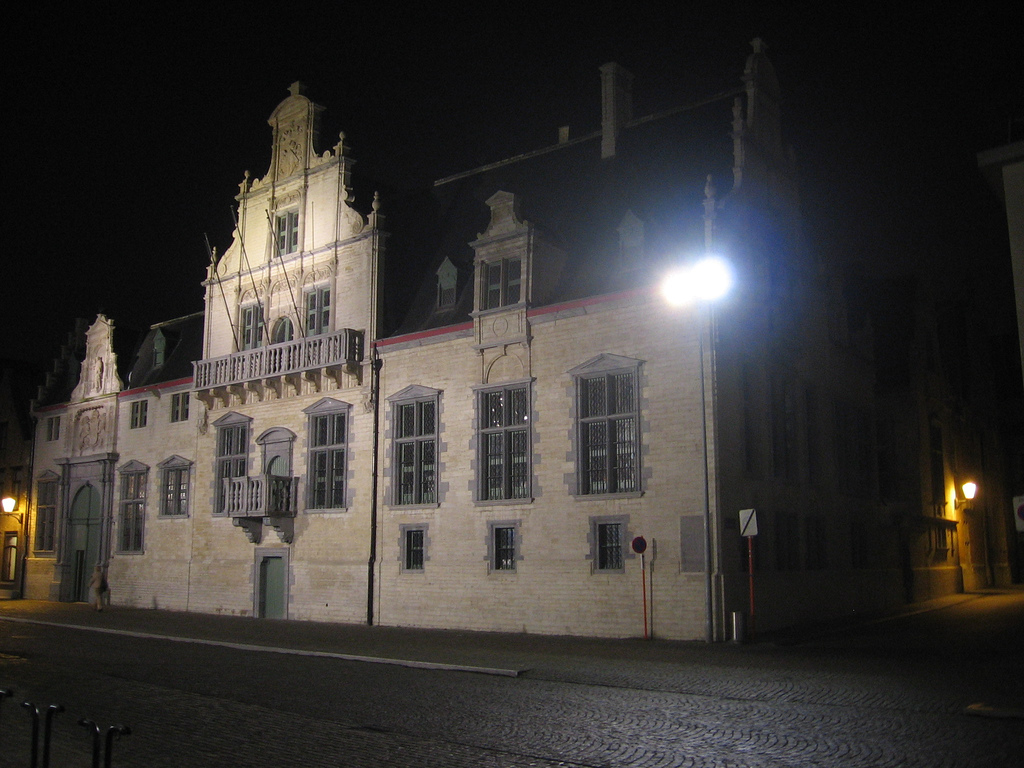
Hof Van Savoye

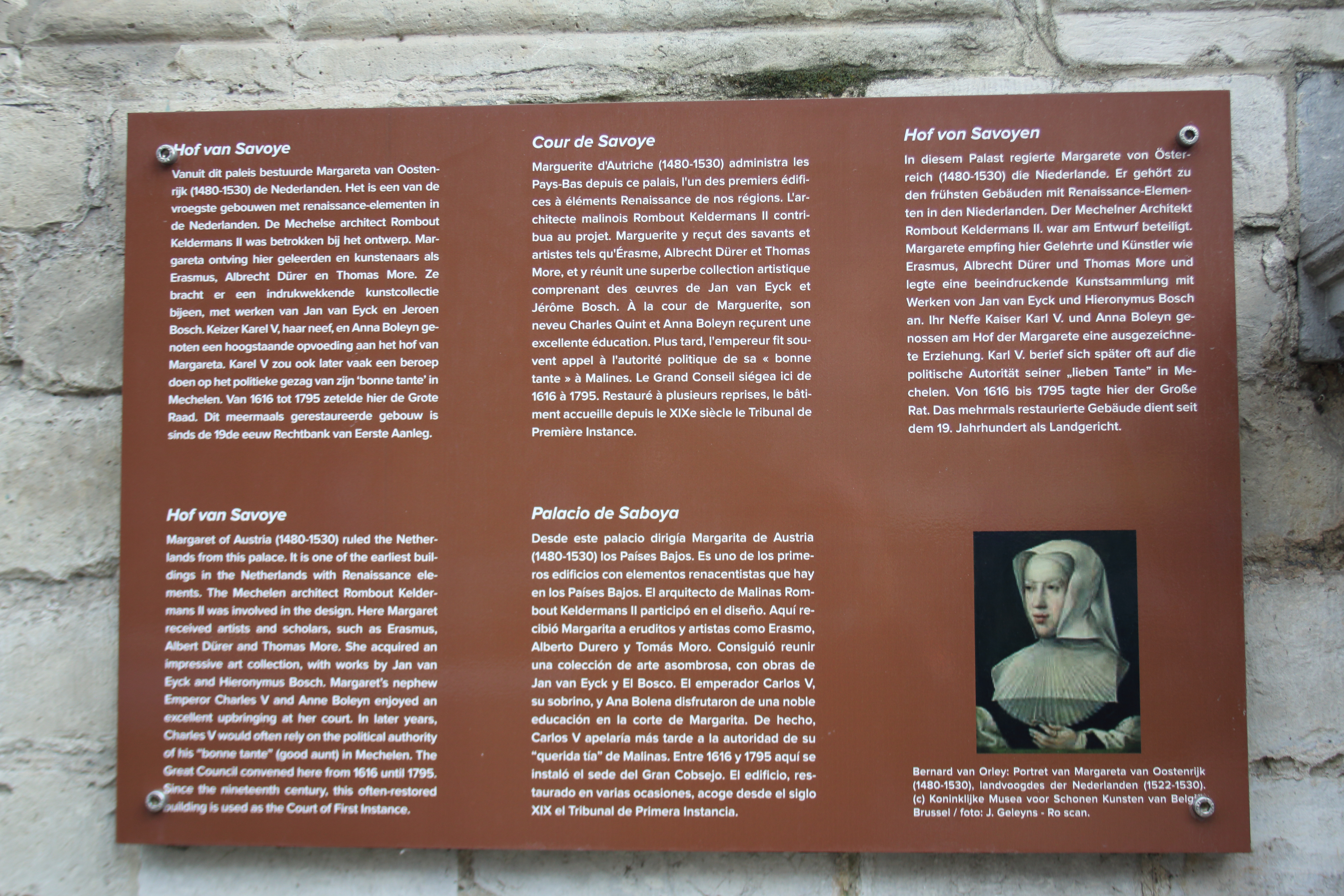

Het Hof Van Savoye, ook wel Paleis van Margaretha van Oostenrijk genoemd, is een 16de-eeuws gebouw in de Belgische stad Mechelen, en een van de eerste renaissancegebouwen in de Nederlanden. Margaretha van Oostenrijk was landvoogdes van de Nederlanden van 1507 tot 1530.

## Geschiedenis
Het gebouw was eerst een stadspaleis van ridder Hieronymus Lauweryn, de raadsheer en hofmeester van Margaretha van Oostenrijk uit een bekende humanistische familie uit Brugge. Na problemen met zijn gezondheid kreeg Margaretha het huis toegewezen gelegen in de Korte Maagdenstraat, maar het werd te klein. In 1507 begon de verbouwing.
Een tweede bouwcampagne gebeurde van 1517 tot 1530 onder leiding van Rombout II Keldermans met de verandering aan de Keizerstraat. Tot aan haar dood in 1530 verbleef Margaretha in dit paleis. Raadsleden kwamen er op bezoek, zoals Willem van Croÿ en Hendrik III van Nassau-Breda. In haar bibliotheek bewaarde ze de Azteekse schatten opgestuurd door Hernán Cortés.
In 1546 werd dit gebouw beschadigd tijdens de ontploffing van de Zandpoort. Tot 1561 bleef het stadseigendom, in dat jaar kreeg het een nieuwe bestemming als residentie van Antoine Perrenot de Granvelle, de eerste aartsbisschop van Mechelen en rechterhand van koning Filips II. Hij verbleef er tot 1565.
In 1609 werd het gebouw opnieuw aangekocht door de stad, om er de Grote Raad van Mechelen, het hoogste rechtscollege van de (Zuidelijke) Nederlanden, in onder te brengen, die zich er in 1616 installeerde. De Raad bleef er zetelen tot hij in 1795 werd opgeheven.
Het complex werd in 1876-1885 onder leiding van provinciaal architect Leonard Blomme in neorenaissance stijl 'verbeterd'.
Vanaf het begin van de 19de eeuw tot vandaag doet het gebouw dienst als gerechtsgebouw.  Het huisvest de politierechtbank Antwerpen afdeling Mechelen en de rechtbank van eerste aanleg Antwerpen afdeling Mechelen. Het vredegerecht van het kanton Mechelen, de arbeidsrechtbank Antwerpen en de ondernemingsrechtbank Antwerpen zijn in een nabijgelegen gebouw gevestigd.
Het Margareta van Oostenrijkplein aan de overkant (bij het Stedelijk Onze-Lieve-Vrouweziekenhuis) werd in 2017 naar de landvoogdes genoemd.